# Willem Bartsius
Willem Bartsius (* um 1612 in Enkhuizen; † wahrscheinlich nach 1639) war ein holländischer Maler.
Willem Bartsius war ein Schwager des Malers Pieter Potter. Über sein Leben ist nur wenig bekannt. In den späten 1620er und frühen 1630er Jahren war er vermutlich in Leiden tätig. Sein früher Stil ähnelt den Arbeiten von Pieter Potter und Gerrard Dou. In späteren Jahren orientierte er sich offenbar an Pieter Codde und Anthonie Palamedesz. 1634 war er Mitglied der Malergilde in Alkmaar und bildete unter anderem Abraham Meyndertsz aus. 1636 wohnte er in Amsterdam. Ab 1639 verliert sich jede Spur von ihm.
Obwohl sich nur wenige Arbeiten erhalten haben, decken die Werke eine breite Palette von Bildtypen ab. Neben Porträts, Schützen- und Gesellschaftsstücken malte er auch eine Reihe von biblischen Darstellungen.

## Ausgewählte Werke
- Alkmaar, Stedelijk Museum
  - Officieren en vaandeldragers van de Oude Schutterij te Alkmaar. 1634
- Den Haag, Rijksdienst Beeldende Kunst
  - Elia mit dem Engel. (zugeschrieben)
- Los Angeles, J. Paul Getty Museum
  - Die Verstoßung der Sarah. 1631
- Middelburg, Museum
  - Reiterbildnis einer Dame.
  - Bildnis eines Kavaliers.
- Prag, Narodni Galerie
  - Herkules am Scheideweg. (zugeschrieben)
- St. Petersburg, Eremitage
  - Der Levit von Gibeas findet sein totes Kebsweib.
- Utrecht, Museum Catharijneconvent
  - Petrus.
  - Paulus.
- Zürich, Sammlung Klenke
  - Simson und Delilah. (zugeschrieben)
- Verbleib unbekannt
  - Interieur mit einem sitzenden Mann mit Turban und einem Totenkopf in der Hand. (am 8. Dezember 1992 bei Phillips in London versteigert)
  - Esther beschuldigt Haman. (zwischen dem 19. und dem 21. Juni 1997 von der Galerie Fischer in  Luzern versteigert)
  - Lautenspieler mit Vanitassymbolen. um 1640 (gegen 2003 im Kunsthandel Beddington & Blackman Ltd. in London)
  - Musizierende Gesellschaft.  (Bartsius zugeschrieben; am 31. Oktober 2003 bei Christie's in South Kensington versteigert)
  - Edelmann und Dame (Bartsius zugeschrieben; Galerie Koller: Freitag, 24. März 2006)